# Hans Dominik (Offizier, 1870)

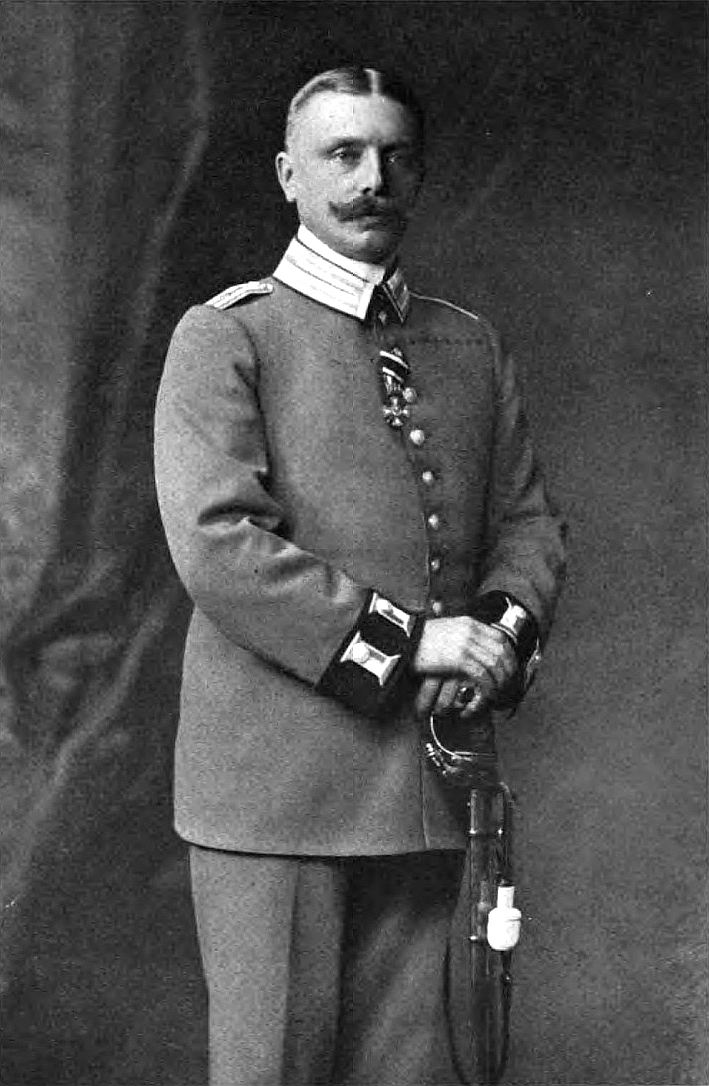
Hans Dominik

Friedrich Wilhelm Hans Dominik (* 7. Mai 1870 in Kulm; † 16. Dezember 1910 auf See) war ein deutscher Offizier der Kaiserlichen Schutztruppe für Kamerun und langjähriger Leiter der Station Jaunde.

## Leben
Aufgewachsen in Schwedt bei einem Vormund, besuchte Dominik das dortige Gymnasium und trat 1889 als Fahnenjunker in das Grenadier-Regiment „Prinz Carl von Preußen“ (2. Brandenburgisches) Nr. 12 in Frankfurt (Oder) ein. 1890 wurde er zum Sekonde-Lieutenant, 1897 zum Premierlieutenant, 1904 zum Hauptmann befördert.
Dominik stand unter der Protektion des dem gleichen Regiment entstammenden Hauptmanns Curt Morgen, der 1889 und 1890–91 zwei größere Forschungsreisen durch Zentralkamerun unternommen hatte. Als Morgen 1894 mit der Formierung der Kameruner Schutztruppe beauftragt wurde, wurde Dominik zur Dienstleistung beim Auswärtigen Amt kommandiert und Morgen als Adjutant beigegeben. Er übernahm in Kairo die Anwerbung von sudanesischen Söldnern für die neuzubildende Streitmacht der deutschen Kolonie und nahm an den ersten Militäraktionen gegen die Abo nordwestlich der Hafenstadt Douala teil. Im März und April 1895 folgte eine weitere Expedition gegen die Kpe bei Buea am Kamerunberg. 1896 bis 1898 war Dominik Leiter der Militärstation Jaunde. Erst 1897 allerdings trat er als Offizier formell zur Schutztruppe über und nahm 1898/99 als Kompanieführer am Wute-Adamaua-Feldzug unter der Führung des Kommandeurs der Schutztruppe, Oltwig von Kamptz, teil. Auf Wunsch des Direktors des Berliner Zoologischen Gartens Ludwig Heck, brachte Dominik im Jahr 1899 den ersten jungen Elefanten aus Kamerun auf der Edouard Bohlen (Schiff) nach Hamburg und von dort nach Berlin. Neben dem Elefanten entwendete Dominik über 1000 weitere Objekte, Tiere und menschliche Überreste, die sich heute in den Sammlungen deutscher ethnologischer Museen befinden.
1900/01 vorübergehend wieder in der Heimat beschäftigt, reiste er 1901 als Sonderbeauftragter des Gouvernements erneut nach Kamerun. Seine Aufgabe bestand in einer politischen Mission zu Emir Djubayru von Emirat Adamaua, unter dessen Hoheit weite Teile der vom Deutschen Reich beanspruchten, von Fulbe dominierten Gebiete zwischen Sanaga und Tschadsee standen. Pläne zu einer friedlichen Erschließung wurden allerdings zur Makulatur, als einige Subalternoffiziere, namentlich der Stationsleiter von Joko, Hauptmann Rudolf Cramer von Clausbruch, gegen die Anweisung des Gouverneurs Jesko von Puttkamer die militärische Besetzung Adamauas einleiteten. Cramer von Clausbruch eroberte 1901 Ngaoundéré und schlug bei Garoua die Truppen des Emirs Djubayru. Dominik übernahm den Oberbefehl über die in Adamaua stehenden deutschen Truppen und erfocht bei Miskin-Maroua einen weiteren Sieg über die Reitertruppen der Fulbe, der ganz Adamaua unter die deutsche Oberhoheit brachte.
Dominik war zunächst als Resident für Nordkamerun vorgesehen, wurde aber wegen verschiedener gegen ihn erhobener Vorwürfe vorläufig abberufen. 1903 kehrte er nach Kamerun zurück und wurde wieder als Stationsleiter von Jaunde eingesetzt. In dieser Funktion verblieb er bis zu seinem Tod. Dominik zeichnete maßgeblich für den Ausbau der Station verantwortlich. Seine Stellung blieb aber nicht unangefochten und seine Person war vielfach Anfeindungen von Zivilbeamten und Kaufleuten, aber auch anderen Offizieren ausgesetzt. In Gouverneur Puttkamer hatte Dominik einen wichtigen Befürworter seiner Aktionen. Nachdem Puttkamer 1907 abgelöst wurde, ließ die vorbehaltlose Unterstützung seitens des Gouvernements nach. In seine Amtszeit als Verwaltungschef für den Jaunde-Bezirk fiel 1910 der Aufstand der Makaa am oberen Nyong, den er in Verbindung mit dem Hauptmann Marschner niederwarf. Kritik brachte ihm hier insbesondere die Praxis ein, gefangene Frauen der unterworfenen Ethnien als Beute an loyale Hilfsvölker zu „verschenken“. Das Gouvernement billigte diese Praxis erst nach heftigen Diskussionen und in abgeschwächter Form.
1906 wurde er vor dem Reichstag von dem sozialdemokratischen Abgeordneten August Bebel kritisiert. Dies blieb allerdings folgenlos, da Bernhard Dernburg die Vorwürfe als Verleumdung zurückwies. Die von August Bebel geäußerten Vorwürfe waren einerseits, dass Dominik ein Dorf überfallen habe und die ganze Bevölkerung, bis auf die Kinder ermordete. Diese 52 wurden in die Nachtigallenschnellen geworfen und somit ertränkt. Der zweite Vorwurf war, dass von Dominik bei der Schutztruppe der Brauch eingeführt wurde, den Gefallenen Feinden Körperteile abzuschneiden.
Geschwächt von den Strapazen des Feldzuges, verstarb Hans Dominik kurz nach seiner Beförderung zum Major im Alter von 40 Jahren auf der Schiffsreise nach Europa. Heinrich Vieter berichtet in seinem Tagebuch, Dominik sei bei ihrer letzten Begegnung auf dem Weg zur Küste bereits geistig so umnachtet gewesen, dass er diesen schon nicht mehr erkannt habe.
Hans Dominik wurde auf dem Alten Zwölf-Apostel-Kirchhof in Schöneberg bei Berlin beigesetzt. Das Grab ist nicht erhalten.

## Wertung und Rezeption
Seine Bedeutung für die „Pazifizierung“ der Kolonie, der Umstand, dass er der am längsten in Kamerun dienende Offizier war, nicht zuletzt aber auch seine Fähigkeit zur Selbstdarstellung – er veröffentlichte über seine Tätigkeit in Kamerun zwei Bücher, die weite Verbreitung fanden – ließen nach seinem frühen Tod eine Art Dominik-Mythos entstehen.

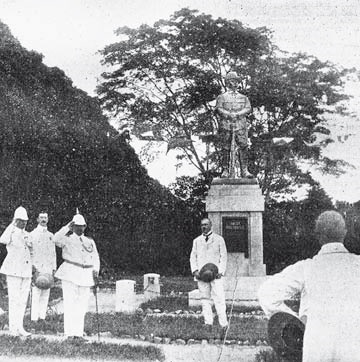
Einweihung des Dominik-Denkmals in Kribi am 6. September 1912

In der Küstenstadt Kribi wurde am 6. September 1912 ihm zu Ehren im Beisein des deutschen Gouverneurs in Kamerun, Karl Ebermaier, sowie von Beamten, Offizieren und Kaufleuten ein Denkmal eingeweiht. Es zeigt Dominik aufrecht stehend in Kolonialuniform mit Schutztruppenhut und den Händen auf einen Säbel gestützt. Auf dem Sockel stand die Inschrift „Nicht rechts geschaut, nicht links geschaut, geradeaus, auf Gott vertraut und durch!“. Es wurde nach dem Ersten Weltkrieg von der neuen, französischen Kolonialmacht demontiert und zunächst im Vorratsraum der Station Yaoundé gelagert. Es kam nach Frankfurt (Oder), wo es auf dem Gelände des 18er Regiments aufgestellt wurde. Vom Kasernenstandort wurde es 1933 auf den Bahnhofsvorplatz in Frankfurt (Oder) versetzt und am 24. September 1933 neu geweiht. 1946 wurde das Denkmal restlos entfernt.
Ein zweites Dominik-Denkmal wurde 1913 von dem Berliner Bildhauer Karl Möbius im Auftrag der Hamburger und Bremer Kaufleute und Pflanzer angefertigt. Es zeigt Dominik aufrecht stehend in Kolonialuniform mit Schutztruppenhut und einem Gewehr in den Händen. Es erreichte Yaoundé zwar, kam aber wegen Ausbruchs des Ersten Weltkrieges nicht mehr zur Aufstellung. Durch Bemühungen der Deutschen Kamerun-Gesellschaft mbH., der Woermann-Linie und des Hamburger Pflanzers Jonny Oellerich kam die Bronzefigur 1930 nach Deutschland zurück und lagerte im Hamburger Hafen. Am 7. Juli 1935 wurde es gegenüber dem Wissmann-Denkmal vor dem Universitätsgebäude in Hamburg wiedereingeweiht. 1961–1967 forderten Studierende regelmäßig aber ohne Erfolg die Entfernung des Denkmals. In der Nacht zum 1. November 1968 stürzten es Aktivisten der Studentenbewegung vom Sockel. Heute ist es in der Sternwarte Bergedorf, Hamburg, eingelagert.
Dominiks Veröffentlichungen sind trotz ihres apologetischen Charakters bis heute eine wertvolle Quelle für die Geschichte und Ethnologie Kameruns.
Es gibt Hinweise darauf, dass Dominik als Leiter in Jaunde eine Reihe von Verwaltungsvorschriften bewusst umgangen hat. So meldete er am 5. September 1908 die Verbuchung von genau 180.000 Mark an Kopfsteuern im Jaunde-Bezirk. Das misstrauisch gewordene Gouvernement forderte daraufhin auch eine Überprüfung der auf der Station gezahlten Löhne, musste sich aber mit der Antwort seitens des dortigen Kassenwarts Glock zufriedengeben:
„Ich habe durch den Dolmetscher Atangana alle Lohnempfänger fragen lassen, ob sie heute und in allen früheren Monaten ihren Lohn von den maßgeblichen Leuten des Bezirksamtes bar und [...] richtig erhalten haben. Diese Frage wurde von allen Lohnempfängern bejaht....“
Atangana galt zu diesem Zeitpunkt als enger Vertrauter Dominiks und graue Eminenz in Jaunde. Erst im Vorjahr hatte er diese Stellung durch Ausschaltung politischer Gegner bekräftigt.  Letztlich war es die chronische Personalknappheit, die eine eingehendere Überprüfung der Finanzen vor Ort verhinderte.
Das Thema wurde erneut aktuell, als der Nachlass Dominiks 1911 vor der Verschiffung nach Deutschland nochmals in Duala inspiziert wurde. Darin fanden sich Hinweise auf eine schwarze Kasse. Auch hier musste sich das Gouvernement mit einer unbefriedigenden Antwort seitens des Bezirksamtmanns Kirchhof zufriedengeben:
„Die sogenannte ‚schwarze Kasse’ bestand darin, daß die Beklagten zum Palaver einige Haumesser und eventuell bares Geld mitbringen mussten. Die Haumesser wurden zum Teil an die Polizisten als Lohn und zur Beschaffung ihrer Verpflegung ausgegeben. Zum Teil wurde die Bekleidung der Polizisten und Geschenkartikel für Eingeborene davon beschafft. Nach dem Abmarsch des Herrn Major Dominik zur Küste wurde das obige Verfahren sofort eingestellt, das vorhandene Geld wurde zum Ankauf von Weihnachtsgeschenken für eingeborene Stationsangestellte, Handwerker, Arbeiter und Soldaten restlos verwendet...“

## Straßenbenennungen
Im Jahr 1947 wurde ihm zu Ehren in Hamburg-Jenfeld der Dominikweg benannt. Gegen diese Straßenbenennung gab es 2011 Proteste, die aber wirkungslos blieben. In München-Bogenhausen wurde am Straßenschild der Dominikstraße ein Zusatzschild mit der Aufschrift „als Offizier verantwortlich für brutale Unterdrückungsmaßnahmen und Hinrichtungen in der deutschen Kolonie Kamerun“ angebracht.

## Veröffentlichungen
- Die Zustände auf der Station Yaúnde und im Gebiet des oberen Sannaga, Deutsches Kolonialblatt 6 (1895), S. 651–655.
- Bericht des Oberleutnants Dominik über das Wutegebiet, Deutsches Kolonialblatt 8 (1897), S. 414–418.
- Bericht des Premierlieutenants Dominik über seinen Zug gegen den Häuptling Ngila, Deutsches Kolonialblatt 9 (1898), S. 622–623.
- Bericht des Premierlieutenants Dominik von der Station Yaúnde, Deutsches Kolonialblatt 9 (1898), S. 651f.
- Bericht des Premierlieutenants Dominik über eine Strafexpedition gegen den Batschengastamm, Deutsches Kolonialblatt 14 (1899), S. 14f.
- Die Lage in Kamerun, Deutsche Kolonialzeitung 7 (1900), S. 153f.
- Kamerun. Sechs Kriegs- und Friedensjahre in deutschen Tropen, Berlin 1901, 2. Aufl. Berlin 1911 online
- Die Bapea-Expedition, Deutsches Kolonialblatt 16 (1905), S. 526–533.
- Vom Atlantik zum Tsadsee. Kriegs- und Forschungsfahrten in Kamerun, Berlin 1908.